# 叶卡捷琳诺夫卡
叶卡捷琳诺夫卡（羅馬化：Yekaterinovka）是俄罗斯萨拉托夫州的市级镇，为该州叶卡捷琳诺夫卡区行政中心及规模最大聚居地。地处萨拉托夫州西北部，位于州府萨拉托夫西北方。镇内设有同名铁路车站。
建于1871年，1958年设市级镇。该地2022年人口有5,635人；2010年人口6,364；2002年人口6,483；1989年人口6,722。